# 2014年ブルガリア国民議会選挙
2014年ブルガリア国民議会選挙は、中欧に位置するブルガリアにおける立法府である国民議会を構成する議員を全面改選するために行われた選挙で、2014年10月5日に投票が行われた。

## 概要
国民議会が解散されたことに伴って実施された。2014年5月に行われた欧州議会議員選挙でプラメン・オレシャルスキ首相与党である「ブルガリアのための連合」（ブルガリア社会党を中核とした政党連合）が敗北したことを受け、連立パートナーである「権利と自由のための運動」や野党から議会の早期解散を求める声が浮上。6月29日のロセン・プレヴネリエフ大統領と各政党党首との協議で10月5日に選挙を実施することで合意。2014年7月24日、オレシャルスキ内閣に対する不信任案が国民議会で可決。同年8月6日、プレヴネリエフ大統領は国民議会の解散と10月5日に議会選挙を実施する大統領令を発布した。

## 基礎データ
- 選挙形態：議会選挙
- 選挙事由：議会解散
- 定数：240議席

### 日程
- 登録受付開始：2014年8月12日
- 登録受付締切：2014年8月20日
- 選挙運動開始日：2014年9月5日
- 投票日：2014年10月5日

### 有権者
- 選挙権：18歳以上のブルガリア市民
- 被選挙権：21歳以上のブルガリア市民

### 選挙制度
- 小選挙区比例代表並立制
  - 小選挙区：31議席
  - 比例代表：209議席
- 比例代表の阻止条項：有効得票の4％以上

### 候補者など
登録が締め切られた8月20日時点で22政党と7つの政党連合が登録申請を行ったが、登録申請の抹消などで最終的な参加政党は25政党（18政党と7政党連合）となった。登録申請をした政党で前回選挙と欧州議会選挙で議席を得た政党と連合を以下に記す。
- ヨーロッパ発展のためのブルガリア市民（ブルガリア語：Граждани за европейско развитие на България＜ГЕРБ＞）

中道右派政党
- ブルガリア社会党・ブルガリア左派ブロック（БСП лява България）

ブルガリア社会党（Българска социалистическа партия＜БСП＞）と左派諸政党による政党連合
- 権利と自由のための運動（Движение за права и свободи＜ДПС＞）

ブルガリア国内におけるトルコ系住民の権利を主張する政党
- アタカ（Партия Атака＜Атака＞）

極右政党
- 検閲のないブルガリア（КП БЪЛГАРИЯ БЕЗ ЦЕНЗУРА）
- 改革派ブロック（РЕФОРМАТОРСКИ БЛОК）

民主勢力同盟や「強いブルガリアのための民主主義者」などの右派政党による政党連合

## 選挙結果
| 登録有権者数 | 7,071,395 |
| 投票者数     | 3,501,269 |
| 投票率       | 48.66%    |
| 有効得票数   | 3,283,192 |
| 有効得票率   |           |

| 党派                                               | 得票数    | 得票率 | 議席数 | 議席率 |
| -------------------------------------------------- | --------- | ------ | ------ | ------ |
| ヨーロッパ発展のためのブルガリア市民 ГЕРБ          | 1,072,491 | 32.67% | 84     | 35.00% |
| ブルガリア社会党・左派ブルガリア БСП лява България | 505,527   | 15.40% | 39     | 16.25% |
| 権利と自由のための運動 ДПС                         | 487,134   | 14.84% | 38     | 15.83% |
| 改革派ブロック                                     | 291 806   | 8.89%  | 23     | 9.58%  |
| 愛国戦線                                           | 239,101   | 7.28%  | 19     | 7.92%  |
| 検閲のないブルガリア                               | 186,938   | 5.69%  | 15     | 6.25%  |
| アタカ АТАКА                                       | 148,262   | 4.52%  | 11     | 4.58%  |
| ブルガリア再生のための選択肢 Коалиция АБВ          | 136 223   | 4.15%  | 11     | 4.58%  |
| 運動21 Движение 21                                 | 39 221    | 1.19%  | 0      | 0.00%  |
| ПП Глас Народен                                    | 37 335    | 1.14%  | 0      | 0.00%  |
| その他の政党及び政党連合                           | 139,127   | 4.20%  | 0      | 0.00%  |
| 合計                                               | 3,283,192 |        | 240    |        |

出典：“Обобщена активност на гласуване в страната към 19:00 ч”.   ブルガリア選挙管理委員会. 2015年4月12日閲覧。“Резултати от избори за народни представители 05.10.2014 г. за страната”.   同前. 2015年4月12日閲覧。“Мандати от избори за народни представители 05.10.2014 г. за страната”.   同前. 2015年4月12日閲覧。得票率が1％未満の政党および政党連合（16グループ）について「その他の政党及び政党連合」として得票を一括合算して掲載した。